# Syscia jennierussae
Syscia jennierussae (лат.) — вид муравьёв рода Syscia из подсемейства Dorylinae (Formicidae).

## Распространение
Встречается в Центральной Америке: Гватемала, Мексика.

## Описание

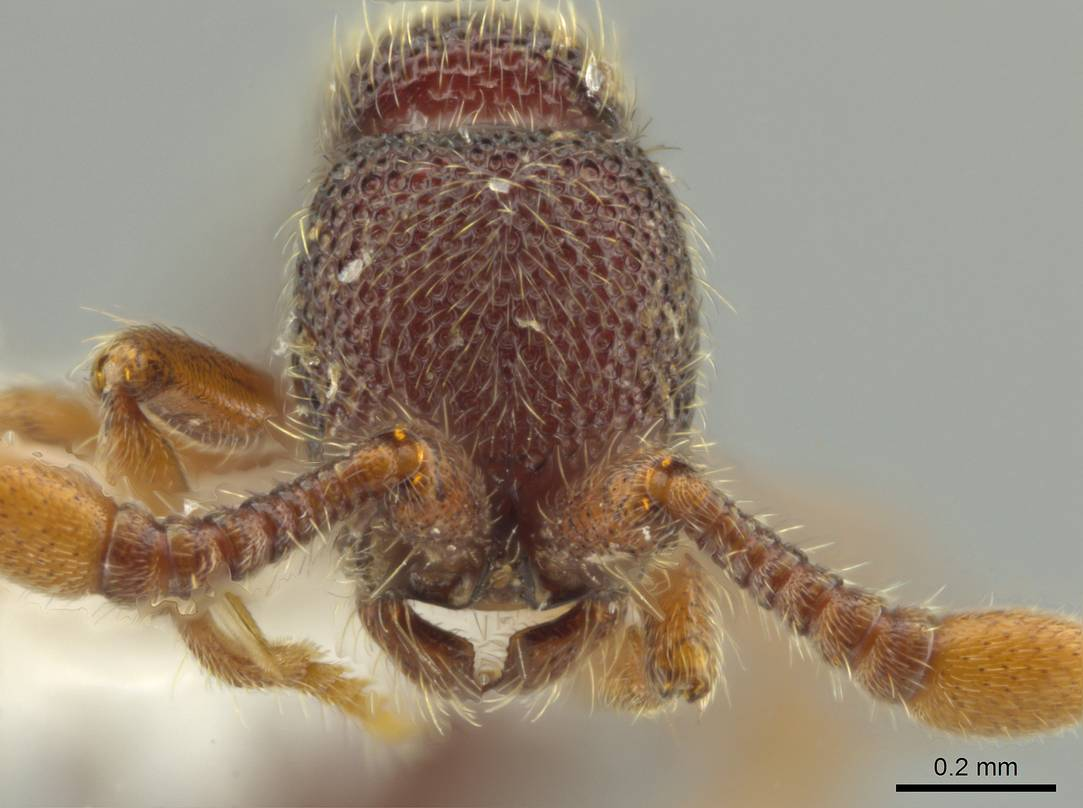
Голова рабочего Syscia jennierussae

Мелкие муравьи красновато-коричневого цвета (длина около 3 мм). Ширина головы рабочих 0,52—0,55 мм, длина головы 0,61—0,67 мм. Отличаются следующими признаками: субпетиолярный отросток треугольный с небольшим задним краем; абдоминальный сегмент AIII сверху сверху трапециевидный со слабо выпуклыми боками; AIV сверху с выпуклыми сторонами; отстоящие волоски обильные. Стебелёк двухчлениковый, но явные перетяжки между следующими абдоминальными сегментами отсутствуют. Проното-мезоплевральный шов развит. Оцеллии отсутствуют, сложные глаза редуцированные. Нижнечелюстные щупики рабочих 2-члениковые, нижнегубные щупики состоят из 2 сегментов. Средние и задние голени с одной гребенчатой шпорой. Обнаружены в подстилочном лесном слое. Вид был впервые описан в 2021 году американским мирмекологом Джоном Лонгино и немецким энтомологом Майклом Бранстеттером.